# Ivan Aleksandrovich Bogdanov
Ivan Aleksandrovich Bogdanov (1897 - 1942) là một Trung tướng Hồng quân Liên Xô, tham chiến và hy sinh trong Chiến tranh Vệ quốc vĩ đại.

## Cuộc đời và sự nghiệp
Ivan Aleksandrovich Bogdanov sinh ngày 6 tháng 11 năm 1897 tại làng Yablonovka, Tambovsky Uyezd, Tambov Guberniya, Đế quốc Nga, con trai của một người nông dân.
Thời niên thiếu, ông được cho theo học và tốt nghiệp trường làng. Đến tuổi thanh niên, ông làm công nhân một thời gian, sau đó nhập ngũ, phục vụ trong Quân đội Đế quốc Nga từ tháng 5 năm 1916. Ông tham chiến trong Thế chiến thứ nhất tại Mặt trận Tây Nam, được thăng chức Hạ sĩ quan sơ cấp (младшие унтер-офицеры) để vinh danh.
Ông xuất ngũ vào tháng 2 năm 1918, đến Tambov, bắt đầu làm thợ làm bánh. Trong tháng 5 năm 1918, ông tình nguyện tham gia Hồng quân tại Tambov, dần được phân công các chức vụ trợ lý chỉ huy đại đội, rồi đại đội trưởng. Tháng 9 năm 1918, ông chính thức gia nhập Hồng quân, tham gia Nội chiến, chiến đấu với tư cách đại đội trưởng, trợ lý chỉ huy tiểu đoàn và tiểu đoàn trưởng trong trung đoàn súng trường thứ 249 của sư đoàn súng trường 28, chỉ huy trung đoàn Cheka trong sư đoàn này. Tham gia chiến sự ở Mặt trận phía đông chống lại quân Bạch vệ của tướng Kolchak. Tháng 9 năm 1919, ông bị thương nặng. Sau khi hồi phục, từ năm 1920, ông trở thành một chính trị viên một tiểu đoàn thuộc trung đoàn 1 của lực lượng an ninh VOKhR (Войска внутренней охраны республики - Войска ВОХР) ở Moskva, chính trị viên của một tiểu đoàn đặc biệt độc lập của Cheka Moskva.
Năm 1927, ông tốt nghiệp khóa huấn luyện Vystrel của Hồng quân. Năm 1933, ông tốt nghiệp Học viện Quân sự Hồng quân mang tên M.V. Frunze. Từ năm 1933 - một giáo viên, và từ năm 1934, tham mưu trưởng của Trường biên giới cao cấp của lực lượng OGPU ở Moskva. Kể từ tháng 11 năm 1935 - thanh tra viên cao cấp của phòng huấn luyện chiến đấu của Tổng cục Biên phòng và An ninh nội bộ của NKVD Liên Xô...
Năm 1936-1937, ông là trưởng phòng huấn luyện chiến đấu của bộ chỉ huy UPVO NKVD của Quân khu Belorussia. Năm 1937-1939, thanh tra cao cấp, và sau đó là trưởng phòng huấn luyện chiến đấu GUPVO của NKVD Liên Xô. Từ tháng 4 năm 1939 - Trưởng ban của Bộ đội Biên phòng của NKVD Cộng hòa Xã hội chủ nghĩa Xô viết Belorussia. Ông từng được điều động tham chiến trong chiến tranh Xô - Phần.
Sau khi chiến tranh kết thúc, ông trở về Belarus, chịu trách nhiệm chính trong việc xây dựng một hệ thống bảo vệ trên tuyến biên giới mới sau khi sáp nhập Tây Belarus vào Liên Xô.
Khi Chiến tranh Vệ quốc vĩ đại nổ ra, ông được bổ nhiệm làm chỉ huy của cụm tập đoàn quân dự bị số 2 vào tháng 6. Từ ngày 14 tháng 7 năm 1941, ông là Tư lệnh Mặt trận Các tập đoàn quân dự bị, biên chế gồm 6 tập đoàn quân được triển khai vội vàng từ Staraya Russa đến Bryansk và chuẩn bị một tuyến phòng thủ ở đó. Tuy nhiên, chỉ 11 ngày sau, vào ngày 25 tháng 7, Mặt trận Các tập đoàn quân dự bị đã bị giải thể và vào ngày 30 tháng 7 năm 1941, Phương diện quân Dự bị được thành lập. Đại tướng Georgy Zhukov được bổ nhiệm làm Tư lệnh và Trung tướng Bogdanov là phó Tư lệnh thứ nhất, chỉ huy phương diện quân tham gia vào trận chiến phòng thủ Smolensk.
Sau [[thảm họa tại Oryol-Vyazemsky, Phương diện quân Dự bị cũng bị giải tán, tướng Bogdanov được bổ nhiệm làm Phó Tư lệnh Tập đoàn quân 5 thuộc Phương diện quân Tây do tướng Leonid Govorov chi huy, tham gia trận chiến phòng thủ khó khăn nhất ở gần Moskva. Kể từ ngày 15 tháng 11 năm 1941, ông là Tư lệnh Tập đoàn quân dự bị 39, xây dựng tuyến phòng mới tại khu vực Torzhok. Ngày 12 tháng 12, Trung tướng Ivan Maslennikov được bổ nhiệm làm Tư lệnh tập đoàn quân. Bogdanov một lần nữa được giữ lại làm phó tư lệnh. Vài ngày sau, tập đaòn quân được chuyển đến Phương diện quân Kalinin, mà vào ngày 22 tháng 12 năm 1941, nó tham chiến trong chiến dịch tấn công Kalinin và đã thu được một thắng lợi đáng kể. Trong Chiến dịch phản công Rzhev-Vyazma, tập đoàn quân cũng đã tiến khá thành công về phía tây, nhưng đến đầu tháng 2, cuộc tấn công của nó đã bị ngừng lại.
Tháng 2 năm 1942, do các cuộc tấn công và phản công liên tục từ các phía của quân Đức, tập đoàn quân bị dồn về khu vực Kholm-Zhirkovsky, nằm sâu trong tuyến phòng thủ của Đức, nhưng được kết nối với lực lượng chính của phương diện quân bằng một hành lang hẹp. Trong Chiến dịch Seydlitz vào tháng 7 năm 1942, quân đội Đức đã cắt đứt hành lang và bao vây hoàn toàn Tập đoàn quân 39 trước ngày 6 tháng 7. Các đơn vị của tập đoàn quân kiên quyết phòng thủ trong sự bao vây hoàn toàn và cố gắng tập trung lực lượng để đột kích vòng vây, trong khi quân Đức cố gắng chia cắt. Trong tình thế bị tổn thất nặng nề, ngày 18 tháng 7, tướng Maslennikov bị thương và phải sơ tán, Bogdanov vẫn ở trong vòng vây và tiếp quản chỉ huy tập đoàn quân. Ông đã tổ chức và lãnh đạo một cuộc đột kích phá vây vào đêm 21 tháng 7. Trong trận đột kích này, khoảng 8.000 binh sĩ và chỉ huy đã tham gia phá vây, do chính tướng Bogdanov và tất cả các tướng lĩnh và chỉ huy đơn vị khác đã dẫn đầu đội hình trong các tuyến tấn công. Sau nửa đêm, ngày 22 tháng 7 năm 1942, cuộc phá vây thành công, đội hình phá vây đã về được tuyến phòng thủ của quân Liên Xô. Tuy nhiên, do một trận pháo kích của Đức, tướng Bogdanov đã bị thương nặng tại khu vực làng Krapivni Kalininsky. Ông được vội vàng đưa đến bệnh viện ở Kalinin bằng máy bay U-2, nhưng vào tối cùng ngày 22 tháng 7, ông đã qua đời vì vết thương trong bệnh viện.
Di hài của tướng Bogdanov được an táng tại Kalinin trong một ngôi mộ tập thể trên Quảng trường Lenin..
Ông đã được nhận Huân chương Lenin, Huân chương Cờ đỏ và Huân chương Sao đỏ.

## Danh hiệu và giải thưởng
|  | Huân chương Cờ đỏ  |
|  | Huân chương Lenin  |
|  | Huân chương Sao đỏ |

## Lược sử quân hàm
- Đại tá (5.01.1936)
- Lữ đoàn trưởng (Комбриг) (10.09.1938)
- Sư đoàn trưởng (Комдив) (29.02.1940)
- Trung tướng (4.06.1940)